# املین هنری
اِمِلین هنری (انگلیسی: Emmaline Henry؛ ۱ نوامبر ۱۹۲۸ – ۸ اکتبر ۱۹۷۹) یک هنرپیشه اهل ایالات متحده آمریکا بود.
از فیلم‌ها یا برنامه‌های تلویزیونی که وی در آن نقش داشته است می‌توان به خواب جینی را می‌بینم، طلاق به سبک آمریکایی و بچه رزماری اشاره کرد.